# Heike Manhart
Heike Manhart (* 7. Jänner 1993 in Österreich) ist eine ehemalige österreichische Fußballnationalspielerin.

## Leben
Heike Manhart wurde am 7. Jänner 1993 geboren und wuchs in Ottendorf an der Rittschein auf. Sie maturierte am BORG Monsbergergasse in Graz. 2015 schloss sie die Landesberufsschule Feldbach als Bürokauffrau ab.

## Karriere

### Vereine
Manhart begann mit fünf Jahren in der U 7 des SV Ottendorfs Fußball zu spielen. Mit 12 Jahren wurde sie in die U-13-Mannschaft des steirischen Fußballverbands einberufen und wurde damit Bundesmeister-Vizemeisterin. 2006 gelang ihr der erste Meistertitel mit der U-13-Mannschaft der Spielgemeinschaft Ottendorf/M.Hartmannsdorf. Im nächsten Jahr wechselte Heike Manhart zur zweiten Mannschaft des LUV Graz und spielte in der zweiten Bundesliga. Nach einer Saison wurde sie mit 15 Jahren in die Kampfmannschaft aufgenommen, hatte ihr Debüt in der Bundesliga und wurde Stammspielerin.
2009 wurde Manhart in das Projekt 12 aufgenommen, dem ÖFB-Nachfolgerprojekt der Challenge 08. Projekt 12 war ein Individualförderungsprogramm der größten Fußballtalente Österreichs.
Im Sommer 2011 wechselte sie zum damaligen FC Südburgenland, verließ den Verein jedoch nach einer Saison und unterschrieb beim SG SK Sturm Graz/FC Stattegg in der 2. Liga Ost/Süd. Dort spielte Heike Manhart als Kapitänin im Mittelfeld und Sturm. Mit 36 Toren trug sie zum Aufstieg Sturms in die Bundesliga bei und wurde Torschützenkönigin.
Zur Saison 2013/14 wechselte sie nach Ungarn zum Viktória FC-Szombathely.
Im Juni 2020 Manhart musste wegen eines Bänderrisses im Knöchel beendet seine Karriere.

### Nationalmannschaft
Mit 16 spielte Heike Manhart unter Johannes Uhlig erstmals in der U-16- und mit 17 unter Ernst Weber in der U-19-Nationalmannschaft.
Ihren ersten Einsatz in der A-Nationalmannschaft hatte sie am 25. August 2010 bei einem Qualifikationsspiel zur WM 2011, das Spiel gegen die Türkei endete 2:2. Sie wurde in der 49, Minute beim Stand von 1:0 für Kathrin Entner eingewechselt. Manharts zweiter Einsatz war das erste Spiel nach dem Tod Ernst Webers. Im Freundschaftsspiel gegen Slowenien am 27. April 2011 spielte sie von Beginn an und schoss das 2:0. Österreich gewann 5:0.